# Gränna socken
Gränna socken i Småland ingick i Vista härad och är sedan 1971 en del av Jönköpings kommun i Jönköpings län, från 2016 inom Gränna distrikt.
Socknen, som bestod av området runt Gränna stad har en areal är 140,31 kvadratkilometer, varav land 124,38. År 1949 fanns här 2 074 invånare. Vretaholms herrgård och Östanå herrgård, samt tätorten Örserum med Örserums kyrka ligger i denna socken, dock inte sockenkyrkan Gränna kyrka. 

## Administrativ historik
Gränna socken har medeltida ursprung. 1652 utbröts Gränna stad ur socken och samtidigt delades församlingen när Gränna stadsförsamling bröts ur.
Vid kommunreformen 1862 övergick socknens ansvar för de kyrkliga frågorna till Gränna landsförsamling och för de borgerliga frågorna till Gränna landskommun. Denna senare uppgick 1952 i Gränna stad och uppgick 1971  i Jönköpings kommun. Gränna landsförsamling uppgick 1963 i Gränna församling.
1 januari 2016 inrättades distriktet Gränna, med samma omfattning som Gränna församling hade 1999/2000 och fick 1963, och vari detta sockenområde ingår.
Socknen har tillhört samma fögderier och domsagor som Vista härad. De indelta soldaterna tillhörde Jönköpings regemente, Vista kompani.

## Geografi

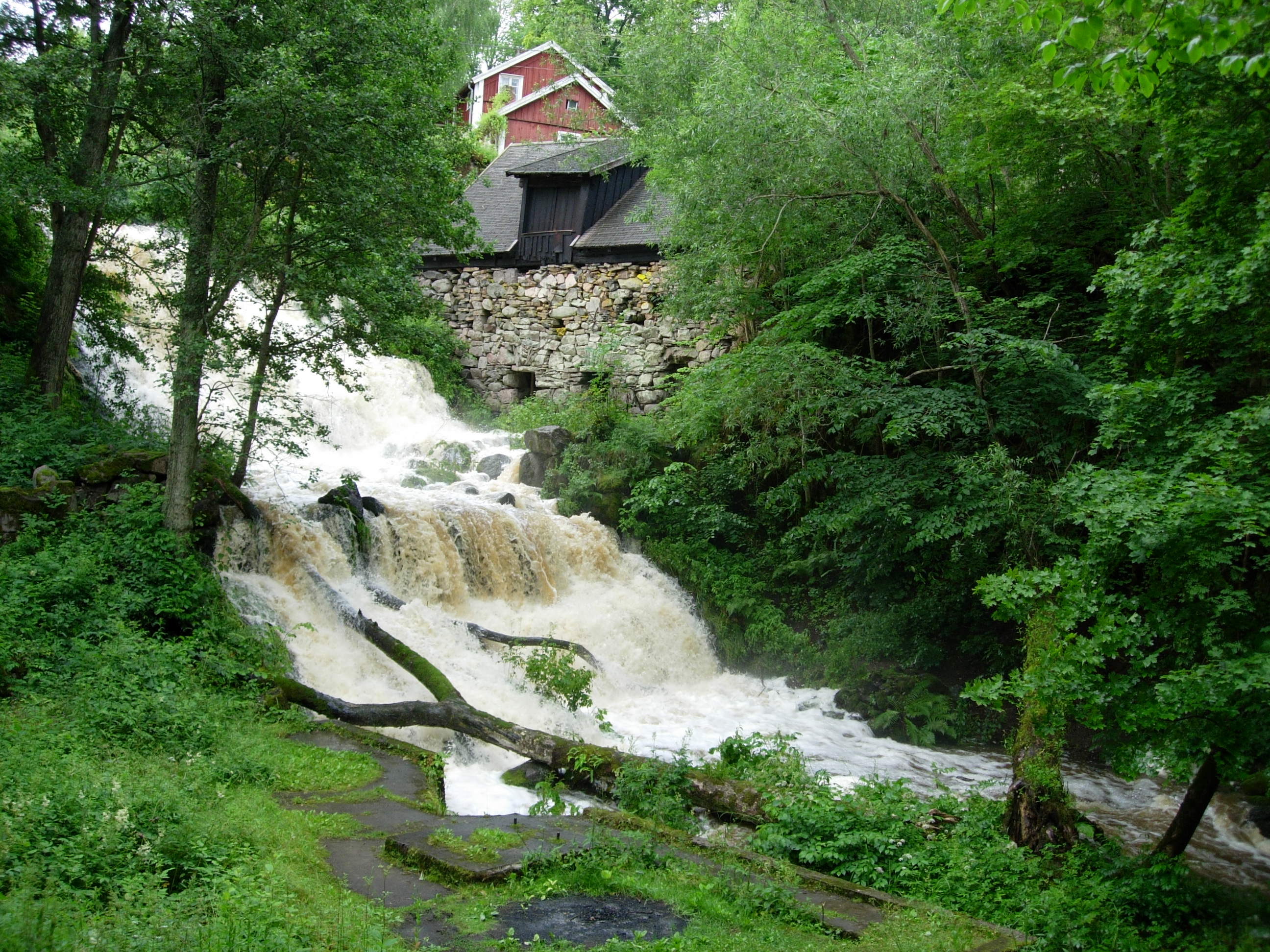
Vattenfall och "Jerusalems kvarm i Röttleån

Gränna socken ligger längs östra Vättern mitt emot Visingsö och med Röttleån som avvattnar Bunn och Ören, korsande den långsmala socknen. Urbergsplatån som höjer sig tvärbrant i den östra delen av socknen når där 316 meter över havet. Nedanför den skogrika platån är socknen en bördig odlingsbygd. Ovanför branten ligger slottsruinen av Brahehus.
Söder om Gränna, vid E4an ligger restaurangen Gyllene Uttern.

## Fornlämningar

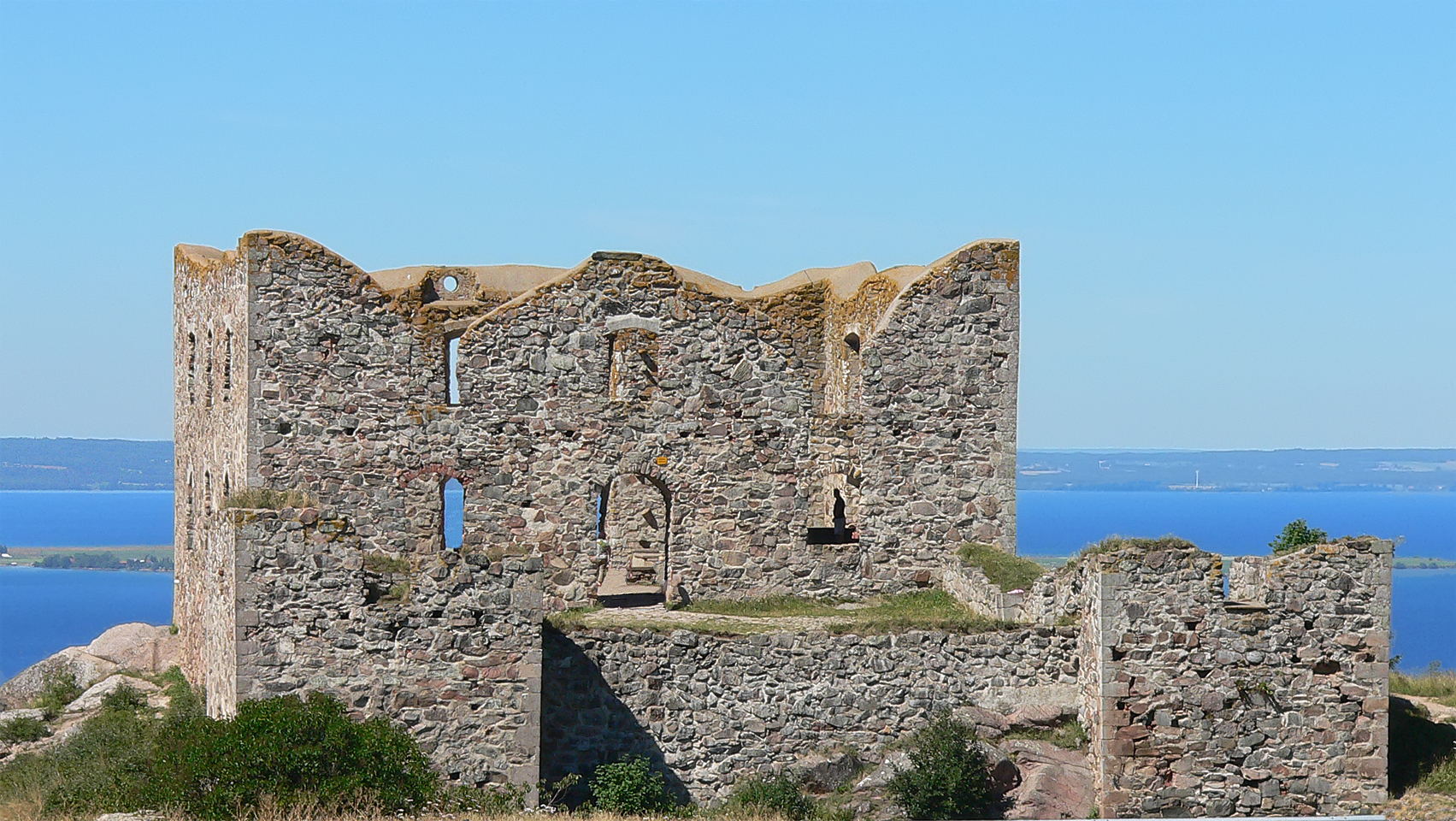
Brahehus

Här finns tre hällkistor och boplatser från stenåldern och några järnåldersgravfält. En runristning är kända vid Uppgränna. Ovanför branten ligger Brahehus.

## Namnet
Namnet (1250 Grännum) baseras på gränne 'grannelag, bygd' betecknade den långsmala bygden. Staden Gränna anlades på ägorna till en by med namn Husaby.

### Fotnoter
1. 1 2 3  Svensk Uppslagsbok andra upplagan 1947–1955: Gränna socken
2. ↑  Harlén, Hans; Harlén Eivy (2003). Sverige från A till Ö: geografisk-historisk uppslagsbok. Stockholm: Kommentus. Libris 9337075. ISBN 91-7345-139-8
3. ↑  Administrativ historik för Gränna socken (Klicka på församlingsposten). Källa: Nationella arkivdatabasen, Riksarkivet.
4. ↑  Indelta soldater, torp och rotar i Jönköpings län Arkiverad 24 januari 2012 hämtat från the Wayback Machine. Jönköpingsbygdens Genealogiska Förening
5. 1 2  Sjögren, Otto (1931). Sverige geografisk beskrivning del 2 Östergötlands, Jönköpings, Kronobergs, Kalmar och Gotlands län. Stockholm: Wahlström & Widstrand. Libris 9939
6. 1 2 3  Nationalencyklopedin
7. ↑  Fornlämningar, Statens historiska museum: Gränna socken
8. ↑  Fornminnesregistret, Riksantikvarieämbetet: Gränna socken Fornminnen i socknen erhålls på kartan genom att skriva in sockennamn (utan "socken") i "Ange geografiskt område"
9. ↑  Mats Wahlberg, red (2003). Svenskt ortnamnslexikon. Uppsala: Institutet för språk och folkminnen. Libris 8998039. ISBN 91-7229-020-X. https://isof.diva-portal.org/smash/get/diva2:1175717/FULLTEXT02.pdf